# Џоан (ера)
Џоан (承安) је јапанска ера (ненко) која је настала после Као и пре Анген ере. Временски је трајала од априла 1171. до јула 1175. године и припадала је Хејан периоду. Владајући монарх био је цар Такакура.

## Важнији догађаји Џоан ере
- 1172. (Џоан 1, трећи дан првог месеца): Цар је напунио 11 година. По обичају преласка из детињства у одрасло доба обријена му је глава.[4][5]
- 1171. (Џоан 1, тринаести дан првог месеца): Млади цар посећује дом бившег владара Го-Ширакаве где среће његову усвојеницу, петанестогодишњу Таира но Тотоку, ћерку Таире но Кијоморија. Такакура одлучује да је одведе на двор као супругу.[4]
- 1171. (Џоан 2, десети дан другог месеца): Токуко постаје друга царева супруга (чуго).[6][7]
- 1172. (Џоан 2, десети месец): Такакура посећује храмове Јасака и Фушими Инари-таиша.[8]
- 1172. (Џоан 2, дванаести месец): Мацу Мотофуса престаје да буде регент (сешо) и „даиџо даиџин“ и уместо тога постаје „кампаку“.[9][10]
- 1173. (Џоан 3, први дан четвртог месеца): Рођен је Шинран, оснивач Шин будизма, добивши по рођењу име Мацувакамаро.
- 1173. (Џоан 3, четврти месец): Цар посећује храмове Ивашимизу и Камо.[8]
- 1173. (Џоан 3, десети месец): Царева мајка, Кен-шун-мон, оснива манастир Саишоко освећен у церемонији у којој је лично учествовала.[11]
- 1174. (Џоан 4, први месец): Цар посећује мајку и оца.[8]